# Roy Buchanan

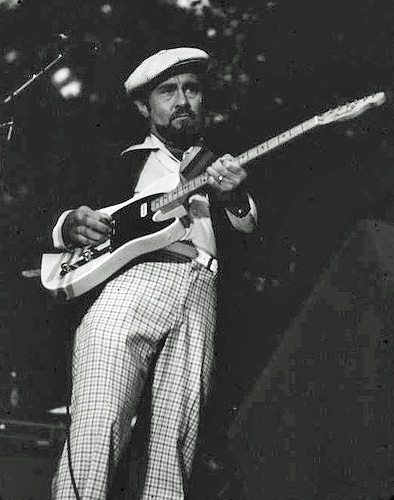
Roy Buchanan

Roy Buchanan (eigentlich Leroy Buchanan; * 23. September 1939 in Ozark, Arkansas; † 14. August 1988 in Fairfax, Virginia) war ein Bluesrock-Gitarrist, der zahlreiche Gitarristen beeinflusst hat.

## Leben
Als Buchanan zwei Jahre alt war, zog seine Familie nach Pixley in Kalifornien, wo sein Vater Arbeit auf einer Farm gefunden hatte. Mit neun bekam er von seinen Eltern seine erste Gitarre. Trotz mehrerer Jahre Unterricht lernte Buchanan nie Noten zu lesen, sondern spielte nach Gehör. „Seine“ Gitarre war die Fender Telecaster, mit der er (auch ohne zusätzliches Pedal) Wah-Wah-Klänge erzeugte.
Im Alter von zwölf Jahren bekam Buchanan sein erstes Engagement in einer örtlichen Band, den Waw Keen Valley Boys. Mit 16 Jahren zog er zu seinen älteren Geschwistern nach Los Angeles, wo er bei den Heartbeats spielte, zusammen mit Spencer Dryden, der später bei Jefferson Airplane und The New Riders of the Purple Sage Schlagzeuger war. Höhepunkt der Heartbeats war der Auftritt in dem Film Rock Pretty Baby. Seine nächste Band war Oklahoma Bandstand in Tulsa, bevor er drei Jahre mit Dale Hawkins spielte, der 1958 mit „My Babe“ einen Hit gehabt hatte. Danach war er unter anderem für Ronnie Hawkins, The Coasters, Frankie Avalon und Eddie Cochran tätig.
1961 heiratete Buchanan Judy Owens und wohnte mit ihr zunächst in der Nähe von Washington, D.C. In den folgenden Jahren war Buchanan nicht im Musikgeschäft aktiv. Ab 1969 trat er wieder in kleineren Clubs im Großraum Philadelphia/Washington auf. 1970 fand er in verschiedenen Zeitungen und schließlich im Magazin Rolling Stone Erwähnung, nicht zuletzt. da er 1969 angeblich als Nachfolgemusiker für den Rolling-Stones-Gitarristen Brian Jones gehandelt wurde. 1971 machte ihn eine Fernsehsendung mit dem Titel „Introducing Roy Buchanan“ einer breiteren Öffentlichkeit als The best unknown Guitarist in the World bekannt.
In den 1970er Jahren erschien eine Reihe von Alben, die teilweise (so das Second Album) recht erfolgreich waren, überzeugen konnte er aber nur als Gitarrist, nicht als Sänger. Es folgten zahlreiche Tourneen und Konzerte, bis der „beste unbekannte Bluesgitarrist“ Buchanan sich in der zweiten Hälfte der 1970er aus dem Plattengeschäft zurückzog. 1981 kam er zurück, auf dem Album My Babe war als Schlagzeuger Danny Brubeck, ein Sohn von Dave Brubeck zu hören. Erst 1985 erschien ein neues Album, „When a Guitar Plays the Blues“, das sich 13 Wochen in den Billboard-Charts hielt und für einen Grammy nominiert wurde.
Buchanan kam des Öfteren mit dem Gesetz in Konflikt und hatte Alkoholprobleme. Am 14. August 1988 wurde Roy Buchanan nach einem schweren Streit mit seiner Frau wegen Trunkenheit festgenommen. Später wurde er tot in seiner Zelle aufgefunden – laut offiziellem Bericht mit dem eigenen T-Shirt erhängt.

## Diskografie
- 1971: Buch & The Snakestretchers
- 1971: Roy Buchanan
- 1972: Roy Buchanan and the Snakestretchers
- 1973: Second Album
- 1974: That's What I Am Here For
- 1974: In The Beginning
- 1974: American Axe – Live In 1974
- 1974: Rescue Me
- 1975: Live Stock
- 1976: Street Called Straight
- 1977: Loading Zone
- 1977: Live In Japan 1977
- 1978: You're Not Alone
- 1981: My Babe
- 1985: When A Guitar Plays The Blues
- 1986: Dancing On The Edge
- 1987: Hot Wires
- 1989: Early Years
- 1992: Sweet Dreams: The Anthology, enthält vier Titel vom unveröffentlichten Album The Prophet (1969) und drei weitere unveröffentlichte Titel
- 1993: Guitar On Fire: Atlantic Sessions
- 2014: Shredding the Blues: Live at my Father's Place 1978 & 1984
- 2015: At My Father's Place, New York, 1973 (Remastered) [Live], offizielle Erstveröffentlichung eines Bootlegs von 1973

In den 1960er Jahren war Buchanan als Studiomusiker unter anderem von Freddy Cannon und Leiber/Stoller an über 100 Platten beteiligt.